# Jacek Tascher
Jacek Kazimierz Tascher (ur. 15 stycznia 1957 w Bydgoszczy) – polski łyżwiarz figurowy, startujący w konkurencji solistów, a następnie w parach tanecznych z Haliną Gordon-Półtorak. Uczestnik mistrzostw świata i Europy, dwukrotny mistrz Polski solistów (1973, 1975) oraz dwukrotny wicemistrz Polski w parach tanecznych (1978, 1979). Działacz sportowy, trener łyżwiarstwa figurowego, komentator łyżwiarstwa figurowego oraz prezes Polskiego Związku Łyżwiarstwa Figurowego (PZŁF).
Ukończył studia na wydziale trenerskim Akademii Wychowania Fizycznego w Warszawie oraz studia podyplomowe z zarządzania marketingiem oraz marketingu strategicznego w Szkole Głównej Handlowej w Warszawie.
Od 1996 roku zaczął komentować łyżwiarstwo figurowe dla polskiego Eurosportu, a od 2018 roku również dla Polsatu Sport.
W latach 1981–1989 był kierownikiem wyszkolenia w Polskim Związku Łyżwiarstwa Figurowego, a następnie w 1990 roku został wybrany do Zarządu PZŁF, w którym pełnił funkcję wiceprezesa ds. sportowych. 11 maja 2018 roku został wiceprezesem Warszawsko-Mazowieckiego Związku Łyżwiarskiego. Założyciel warszawskiego Towarzystwa Łyżwiarstwa Figurowego „Walley”.
26 maja 2018 roku, podczas Nadzwyczajnego Walnego Zgromadzenia Delegatów PZŁF, został wybrany na prezesa Polskiego Związku Łyżwiarstwa Figurowego (PZŁF), na kadencję 2018–2021. 28 sierpnia 2021 roku ponownie wybrany został na prezesa zarządu Polskiego Związku Łyżwiarstwa Figurowego na kadencję 2021–2025.
Jest żonaty, ma córkę Magdalenę, działaczkę łyżwiarstwa figurowego i członkinię Zarządu PZŁF.

## Osiągnięcia

### Pary taneczne
Z Haliną Gordon-Półtorak
| Zawody             | 77–78          | 78–79          |                |                |                |                |                |                |                |                |                |                |                |                |                |                |                |
| Międzynarodowe     | Międzynarodowe | Międzynarodowe | Międzynarodowe | Międzynarodowe | Międzynarodowe | Międzynarodowe | Międzynarodowe | Międzynarodowe | Międzynarodowe | Międzynarodowe | Międzynarodowe | Międzynarodowe | Międzynarodowe | Międzynarodowe | Międzynarodowe | Międzynarodowe | Międzynarodowe |
| ------------------ | -------------- | -------------- | -------------- | -------------- | -------------- | -------------- | -------------- | -------------- | -------------- | -------------- | -------------- | -------------- | -------------- | -------------- | -------------- | -------------- | -------------- |
| Mistrzostwa Europy | 12             | 12             |                |                |                |                |                |                |                |                |                |                |                |                |                |                |                |
| Krajowe            |                |                |                |                |                |                |                |                |                |                |                |                |                |                |                |                |                |
| Mistrzostwa Polski | 2              | 2              |                |                |                |                |                |                |                |                |                |                |                |                |                |                |                |

### Soliści
| Zawody             | 71–72          | 72–73          | 73–74          | 74–75          | 75–76          |                |                |                |                |                |                |                |                |                |                |                |                |
| Międzynarodowe     | Międzynarodowe | Międzynarodowe | Międzynarodowe | Międzynarodowe | Międzynarodowe | Międzynarodowe | Międzynarodowe | Międzynarodowe | Międzynarodowe | Międzynarodowe | Międzynarodowe | Międzynarodowe | Międzynarodowe | Międzynarodowe | Międzynarodowe | Międzynarodowe | Międzynarodowe |
| ------------------ | -------------- | -------------- | -------------- | -------------- | -------------- | -------------- | -------------- | -------------- | -------------- | -------------- | -------------- | -------------- | -------------- | -------------- | -------------- | -------------- | -------------- |
| Mistrzostwa świata |                | 21             | 19             |                |                |                |                |                |                |                |                |                |                |                |                |                |                |
| Mistrzostwa Europy |                | 16             |                | 15             |                |                |                |                |                |                |                |                |                |                |                |                |                |
| Blue Swords        | 6              |                |                |                |                |                |                |                |                |                |                |                |                |                |                |                |                |
| Prague Skate       |                |                |                |                | 6              |                |                |                |                |                |                |                |                |                |                |                |                |
| Krajowe            |                |                |                |                |                |                |                |                |                |                |                |                |                |                |                |                |                |
| Mistrzostwa Polski |                | 1              |                | 1              |                |                |                |                |                |                |                |                |                |                |                |                |                |